# No tengo madre
No tengo madre fue una telenovela - comedia mexicana producida por Carlos Sotomayor, emitida por Canal de las estrellas, de Televisa y protagonizada por Natalia Esperón y Eugenio Derbez, con las participaciones antagónicas de 
Manuel Ojeda y Anadela quién fue reemplazada por Andrea Legarreta y con las actuaciones estelares de Saby Kamalich, Susana Alexander, Norma Lazareno, Raymundo Capetillo, Héctor Ortega y María Rubio. Conforme iba avanzando la trama la telenovela cambió de nombre, llamándose Ya tengo madre y por último, Ya valió madre.

## Argumento
Eligio Augusto Maldonado es un joven honesto que desea ser un gran comediante. Antes de morir, su madre Sarita a quien siempre consideró su verdadera madre le confiesa que es adoptado, y le da una importante pista para encontrar a su verdadera madre.
preguntó y preguntó y la trama de la telenovela siguió hasta que Eligio Augusto encontró a su verdadera madre y fue ahí donde valió  madre.

## Elenco
- Eugenio Derbez - Eligio Augusto Maldonado / Julio Remigio Vasconcelos / Eloy Gameno / Julio Esteban
- Natalia Esperón - Abril Vasconcelos
- Saby Kamalich - Tina Tomassi
- Susana Alexander - María Malpica
- Norma Lazareno - Margarita Malpica
- Raymundo Capetillo - Norberto Nerón
- Manuel Ojeda - Indalecio Madrazo / Inocencio Lemus Smasht
- María Rubio - Mamá Sarita
- Anadela - Consuelito Pulido (eps. 1–32)
- Andrea Legarreta - Consuelito Pulido (eps. 32–40)
- Anthony Álvarez - Angelito
- Héctor Ortega - Ezequiel
- Aurora Alonso - Doña Cata
- Roberto Antúnez
- Daniel Martínez - Tyson
- Malena Doria - Gudelia
- René Gatica
- Luis Alberto Lacona
- Víctor Lozada
- Genoveva Moreno
- Marcela Pezet
- José Sierra - Maritzo
- Georgette Terrazas
- Jeanette Terrazas
- Genaro Vásquez
- Guillermo Zarur - Ariel Delfino esposo de Gudelia
- Vanessa del Rocío
- Gabriel Lozada
- Flavio
- Dulce María - Tina Tomassi (niña)

## Equipo de producción
- Historia original de: Carlos Aguilar
- Tema: Yo quiero a mi mamá
- Intérpretes: Eugenio Derbez y Luis Ernesto Cano
- Jefe de locación: Emilio Rentería
- Jefes de producción: Óscar Valdez, Alejandra Sánchez
- Editores: Ricardo Cárdenas, Ángel Domínguez
- Director de cámaras en locación: Carlos Sánchez Ross
- Director de cámaras: Armando Zafra
- Director de escena en locación: José Acosta Navas
- Director adjunto: Gustavo Rodríguez
- Coordinador de producción: Antonio Arvizu
- Idea original de y director de escena: Eugenio Derbez
- Productor asociado: Rafael Urióstegui
- Productor: Carlos Sotomayor